# Carlo II Ottone del Palatinato-Zweibrücken-Birkenfeld
Giorgio Guglielmo (Birkenfeld, 5 settembre 1625 – Birkenfeld, 30 marzo 1671), titolare conte palatino del Reno, duca in Baviera, conte di Veldenz e Sponheim fu il duca di Zweibrücken-Birkenfeld dal 1669 fino al 1671.

## Biografia
Carlo Ottone nacque a Birkenfeld, unico figlio maschio di Giorgio Guglielmo, conte palatino di Zweibrücken-Birkenfeld e di sua moglie Dorotea di Solms-Sonnenwalde. Successe a suo padre dopo la sua morte nel 1669. Morì a Birkenfeld nel 1671. 
Non avendo eredi, il suo successore fu il cugino Cristiano del Palatinato-Zweibrücken-Bischweiler.

## Matrimonio e discendenza
Carlo Ottone sposò, il 30 novembre 1616, Margherita Edvige di Hohenlohe-Neuenstein (1625–1676), figlia del conte Kraft VII di Hohenlohe-Neuenstein, ed ebbe i seguenti figli:
1. Carlo Guglielmo (22 agosto 1659 – 18 aprile 1660)
2. Carlotta Sofia (14 aprile 1662 – 14 agosto 1708)
3. Edvige Eleonora (17 agosto 1663 – 12 aprile 1721)

## Ascendenza
|                                                         |                                            |                                     | Genitori                              |  |  | Nonni |  |  | Bisnonni                                |  |  | Trisnonni                                |  |
|                                                         |                                            |                                     |                                       |  |  |       |  |  | Wolfgang, conte palatino di Zweibrücken |  |  | Ludwig II, conte palatino di Zweibrücken |  |
|                                                         |                                            |                                     |                                       |  |  |       |  |  | Wolfgang, conte palatino di Zweibrücken |  |  | Ludwig II, conte palatino di Zweibrücken |  |
|                                                         |                                            | Elisabeth von Hessen                |                                       |  |  |       |  |  | Wolfgang, conte palatino di Zweibrücken |  |  |                                          |  |
| Karl I, conte palatino di Zweibrücken-Birkenfeld        |                                            |                                     |                                       |  |  |       |  |  | Wolfgang, conte palatino di Zweibrücken |  |  |                                          |  |
|                                                         |                                            | Anna von Hessen                     | Philipp I, langravio d'Assia          |  |  |       |  |  |                                         |  |  |                                          |  |
|                                                         |                                            | Anna von Hessen                     | Philipp I, langravio d'Assia          |  |  |       |  |  |                                         |  |  |                                          |  |
|                                                         |                                            | Anna von Hessen                     | Christina von Sachsen                 |  |  |       |  |  |                                         |  |  |                                          |  |
| Georg Wilhelm, conte palatino di Zweibrücken-Birkenfeld |                                            | Anna von Hessen                     |                                       |  |  |       |  |  |                                         |  |  |                                          |  |
|                                                         |                                            | Wilhelm, duca di Brunswick-Lüneburg | Ernst I, duca di Brunswick-Lüneburg   |  |  |       |  |  |                                         |  |  |                                          |  |
|                                                         |                                            | Wilhelm, duca di Brunswick-Lüneburg | Ernst I, duca di Brunswick-Lüneburg   |  |  |       |  |  |                                         |  |  |                                          |  |
|                                                         |                                            | Wilhelm, duca di Brunswick-Lüneburg | Sophie von Mecklenburg-Schwerin       |  |  |       |  |  |                                         |  |  |                                          |  |
| Dorothea von Braunschweig-Lüneburg                      |                                            | Wilhelm, duca di Brunswick-Lüneburg |                                       |  |  |       |  |  |                                         |  |  |                                          |  |
|                                                         |                                            | Dorothea af Danmark                 | Christian III, re di Danimarca        |  |  |       |  |  |                                         |  |  |                                          |  |
|                                                         |                                            | Dorothea af Danmark                 | Christian III, re di Danimarca        |  |  |       |  |  |                                         |  |  |                                          |  |
|                                                         |                                            | Dorothea af Danmark                 | Dorothea von Sachsen-Lauenburg        |  |  |       |  |  |                                         |  |  |                                          |  |
| Karl II Otto, conte palatino di Zweibrücken-Birkenfeld  |                                            | Dorothea af Danmark                 |                                       |  |  |       |  |  |                                         |  |  |                                          |  |
|                                                         | Friedrich Magnus I, conte di Solms-Laubach | Otto, conte di Solms-Laubach        |                                       |  |  |       |  |  |                                         |  |  |                                          |  |
|                                                         | Friedrich Magnus I, conte di Solms-Laubach | Otto, conte di Solms-Laubach        |                                       |  |  |       |  |  |                                         |  |  |                                          |  |
|                                                         | Friedrich Magnus I, conte di Solms-Laubach | Anna von Mecklenburg-Schwerin       |                                       |  |  |       |  |  |                                         |  |  |                                          |  |
| Otto, conte di Solms-Sonnenwalde                        | Friedrich Magnus I, conte di Solms-Laubach |                                     |                                       |  |  |       |  |  |                                         |  |  |                                          |  |
|                                                         |                                            | Agnes zu Wied                       | Johann III, conte di Wied             |  |  |       |  |  |                                         |  |  |                                          |  |
|                                                         |                                            | Agnes zu Wied                       | Johann III, conte di Wied             |  |  |       |  |  |                                         |  |  |                                          |  |
|                                                         |                                            | Agnes zu Wied                       | Elisabeth von Nassau-Dillenburg       |  |  |       |  |  |                                         |  |  |                                          |  |
| Dorothea von Solms-Sonnenwalde                          |                                            | Agnes zu Wied                       |                                       |  |  |       |  |  |                                         |  |  |                                          |  |
|                                                         |                                            | Albrecht, conte di Nassau-Weilburg  | Philipp III, conte di Nassau-Weilburg |  |  |       |  |  |                                         |  |  |                                          |  |
|                                                         |                                            | Albrecht, conte di Nassau-Weilburg  | Philipp III, conte di Nassau-Weilburg |  |  |       |  |  |                                         |  |  |                                          |  |
|                                                         |                                            | Albrecht, conte di Nassau-Weilburg  | Anna von Mansfeld                     |  |  |       |  |  |                                         |  |  |                                          |  |
| Anna Amalia von Nassau-Weilburg                         |                                            | Albrecht, conte di Nassau-Weilburg  |                                       |  |  |       |  |  |                                         |  |  |                                          |  |
|                                                         |                                            | Anna von Nassau-Dillenburg          | Wilhelm I, conte di Nassau-Dillenburg |  |  |       |  |  |                                         |  |  |                                          |  |
|                                                         |                                            | Anna von Nassau-Dillenburg          | Wilhelm I, conte di Nassau-Dillenburg |  |  |       |  |  |                                         |  |  |                                          |  |
|                                                         |                                            | Anna von Nassau-Dillenburg          | Juliana zu Stolberg                   |  |  |       |  |  |                                         |  |  |                                          |  |
|                                                         |                                            | Anna von Nassau-Dillenburg          |                                       |  |  |       |  |  |                                         |  |  |                                          |  |